# Teddy Felton
Edward Taylor Felton (sinh ngày 12 tháng 11 năm 1907; mất năm 1970) là một cầu thủ bóng đá người Anh thi đấu cho Carlisle United, Darlington, Wigan Athletic, Huddersfield Town và Gateshead.

## Sự nghiệp
Felton gia nhập Wigan Athletic năm 1933. Ông kết thúc mùa giải đầu tiên với danh hiệu vua phá lưới, với 36 bàn trong mọi đấu trường. Ông ghi 75 bàn 113 lần ra sân ở Cheshire League trước khi gia nhập Huddersfield Town trong mùa giải 1935–36.